# Шархиничі
Шархиничі (рос. Шархиничи) — селище у Лодєйнопольському районі Ленінградської області Російської Федерації.
Населення становить 336 осіб. Належить до муніципального утворення Альоховщинське сільське поселення.

## Історія
Згідно із законом від 20 вересня 2004 року № 63-оз належить до муніципального утворення Альоховщинське сільське поселення.

## Населення
| 1997 | 2007 | 2010 | 2014 | 2015 | 2016 |
| ---- | ---- | ---- | ---- | ---- | ---- |
| 409  | ↘362 | ↘313 | ↗343 | ↘335 | ↗336 |